# Großenseebach
Großenseebach là một village thuộc huyện Erlangen-Höchstadt trong bang Bayern nước Đức. Đô thị Großenseebach có diện tích km², dân số thời điểm 31 tháng 12 năm 2006 là 2380 người.